# Турганкулов, Куандык Турганкулович
Куандык Турганкулович Турганкулов (род. 1 августа 1949, село Кок-Озек, Жамбылский район, Алма-Атинская область) — казахстанский государственный деятель, председатель Центральной избирательной комиссии Республики Казахстан (2007—2016).

## Биография
Сын Турганкула Караева (1928—1991), казахстанского советского государственного деятеля, занимавшего в том числе должности заведующего отделом Алма-Атинского горкома КПСС, первого секретаря Ауэзовского райкома КПСС, председателя парткомиссии Алма-Атинского обкома КПСС.
Окончил в 1971 году Казахский политехнический институт им. В. И. Ленина, по специальности инженер-экономист.
В 1971—1979 гг. работал инженером-нормировщиком, старшим инженером-экономистом Баянкольской геологоразведочной партии, старшим инженером-экономистом, начальником отдела, заместителем начальника Центральной геолого-тематической экспедиции.
С 1979 г. на работе в органах КПСС: инструктор, затем заведующий отделом Капчагайского горкома партии. В 1986—1990 гг. секретарь парткома ПГО «Южказгеология».
В 1990—1993 гг. консультант, старший референт отдела писем и приёма граждан, главный инспектор отдела организационно-инспекторского и территориального развития Аппарата Президента Республики Казахстан и Кабинета министров Республики Казахстан. В 1993—1996 гг. заместитель заведующего отделом кадровой политики аппарата Администрации Президента.
В январе 1996 года назначен заместителем председателя Центральной избирательной комиссии Республики Казахстан. В 2000 г. получил диплом юриста в негосударственном университете «Кайнар».
В январе 2007 года занял должность Председателя Центральной избирательной комиссии Республики Казахстан. 9 апреля 2010 года и 21 февраля 2015 года был переназначен на эту должность, а 13 сентября 2016 года освобождён от неё. Занимался проведением президентских выборов 2011 и 2015 годов, парламентских выборов 2012 и 2016 годов. Работал над организацией сотрудничества избирательных комиссий стран постсоветского пространства.
После отставки с государственной службы вошёл в 2019 г. в состав Общественной комиссии при Фонде «Отандастар», занимающейся проблемами казахстанской диаспоры за пределами страны.
Награждён орденом «Курмет» (2006), орденом «Парасат» (2012), медалями «За трудовое отличие» (Указом президиума Верховного Совета СССР от 17 июля 1986 г.), «10 лет Конституции Республики Казахстан», «10 лет Парламенту Республики Казахстан», «10-летие Астаны», «10 лет независимости Республики Казахстан», «20 лет независимости Республики Казахстан», «20 лет Конституции Республики Казахстан», «25 лет независимости Республики Казахстан», Қазақстан Республикасы Президентінің Алғысы (с нагрудным знаком, 2016 ), Медаль «Ассамблея народов Казахстана, 20 лет», Медаль «За внесенный вклад в Конституцию Республики Казахстан». Награжден почетными знаками : Почетный знак ЦИК Российской Федерации «За заслуги в организации выборов» , Почетный знак «20 лет Казахстанской полиции» , Нагрудный знак ВДНХ Казахской ССР, Памятная медаль Санкт-Петербургской Избирательной Комиссии, Почетный гражданин г.Капчагая , Алма-Атинской области (нагрудный знак, удостоверение, лента).